# Château d'Olyka
Le château d'Olyka est un château situé en Ukraine. Ce fut un des principaux sièges de la famille Radziwiłł jusqu'au XVIIIe siècle. Il fut fondé par Nicolas Radziwill et donnait le village à son fils Stanisław Radziwiłł. Il fut remanié pendant de nombreuses années et eu à subir des sièges entre 1591 et 1648. Pendant l'invasion napoléonienne il devint un hôpital et connu de nouveau une phase de rénovation. Occupé par les Nazi, il devint le site de persécutions et un mémorial a été dressé à proximité.

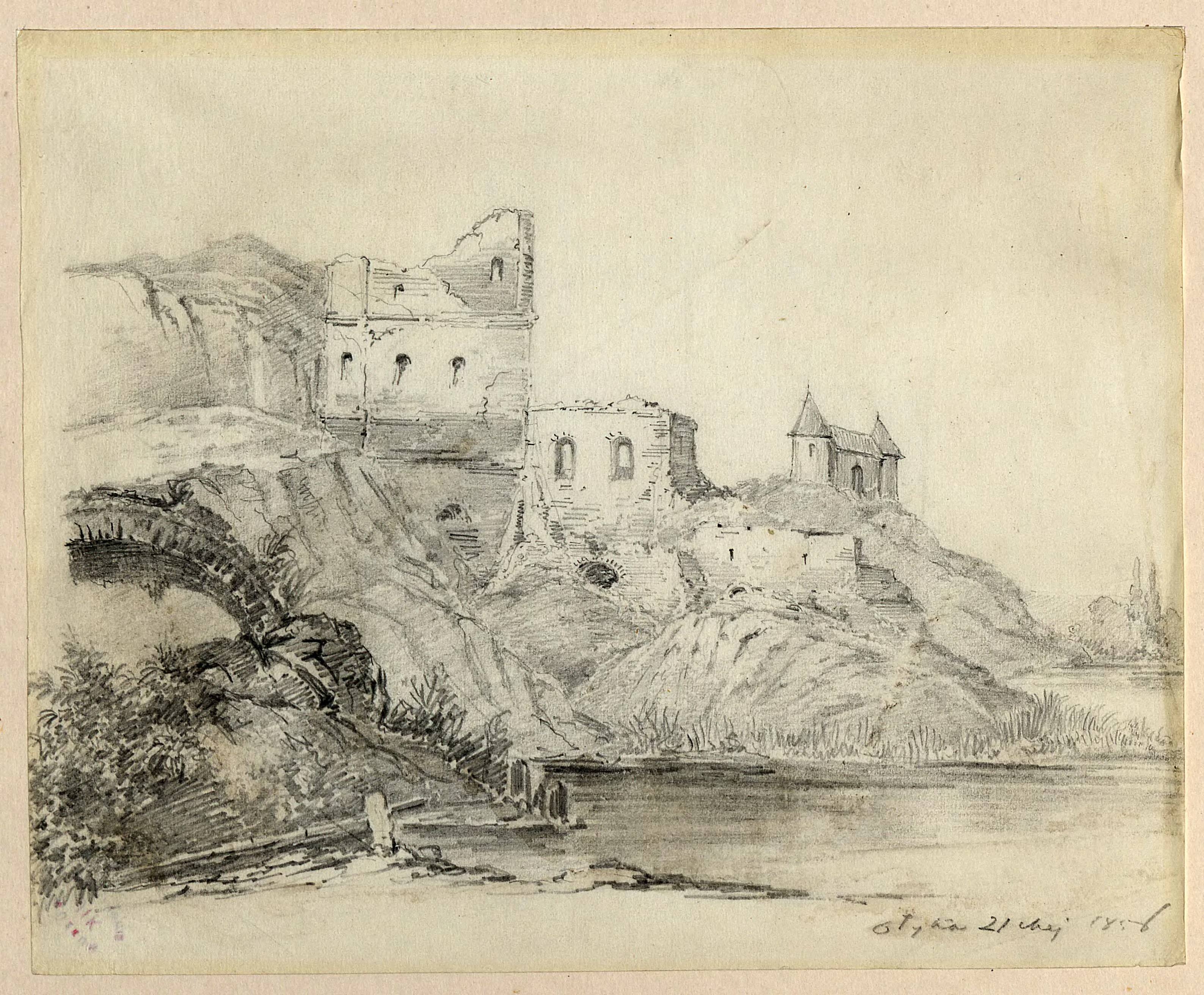
En 1856 par Józef Ignacy Kraszewski.
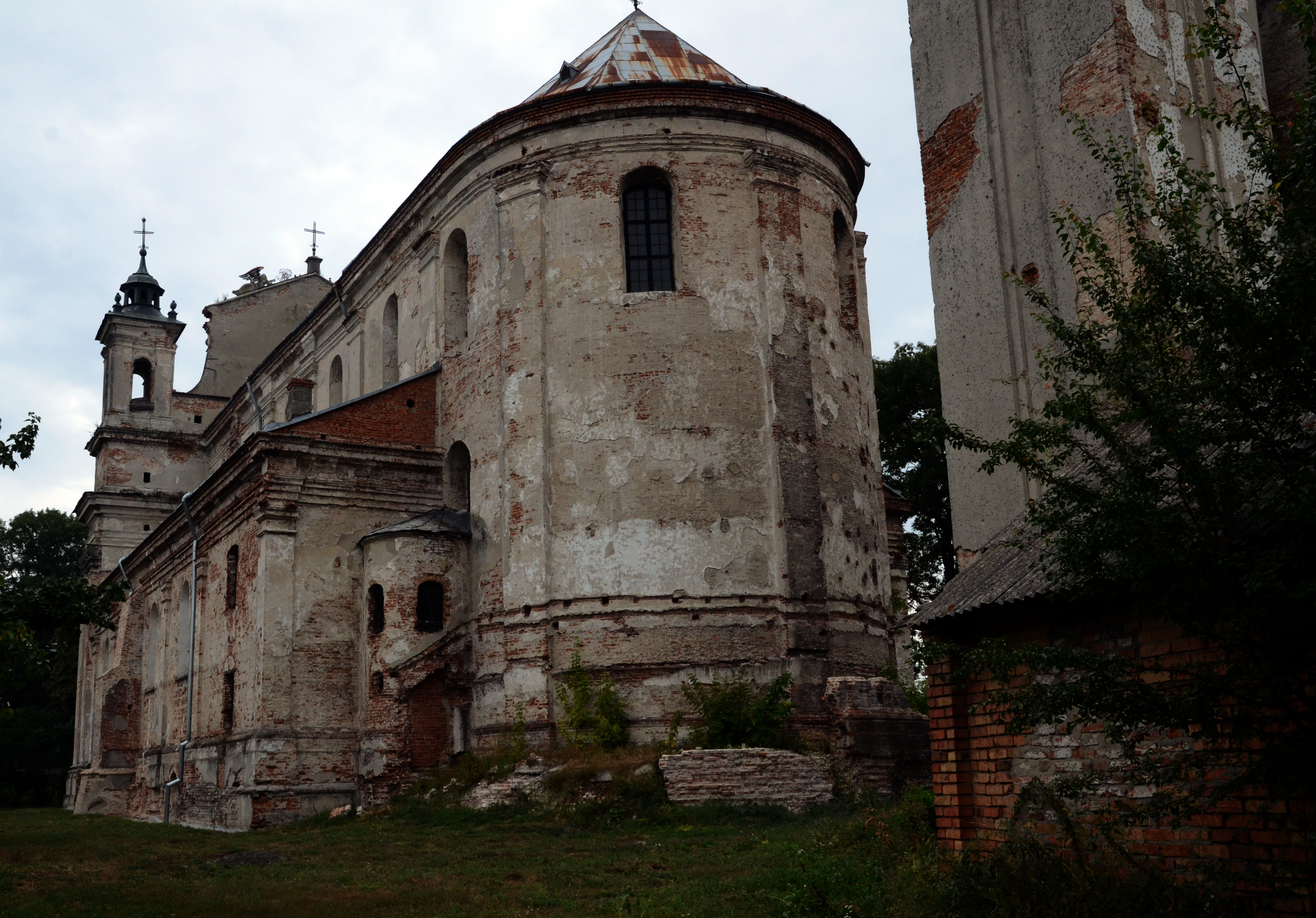
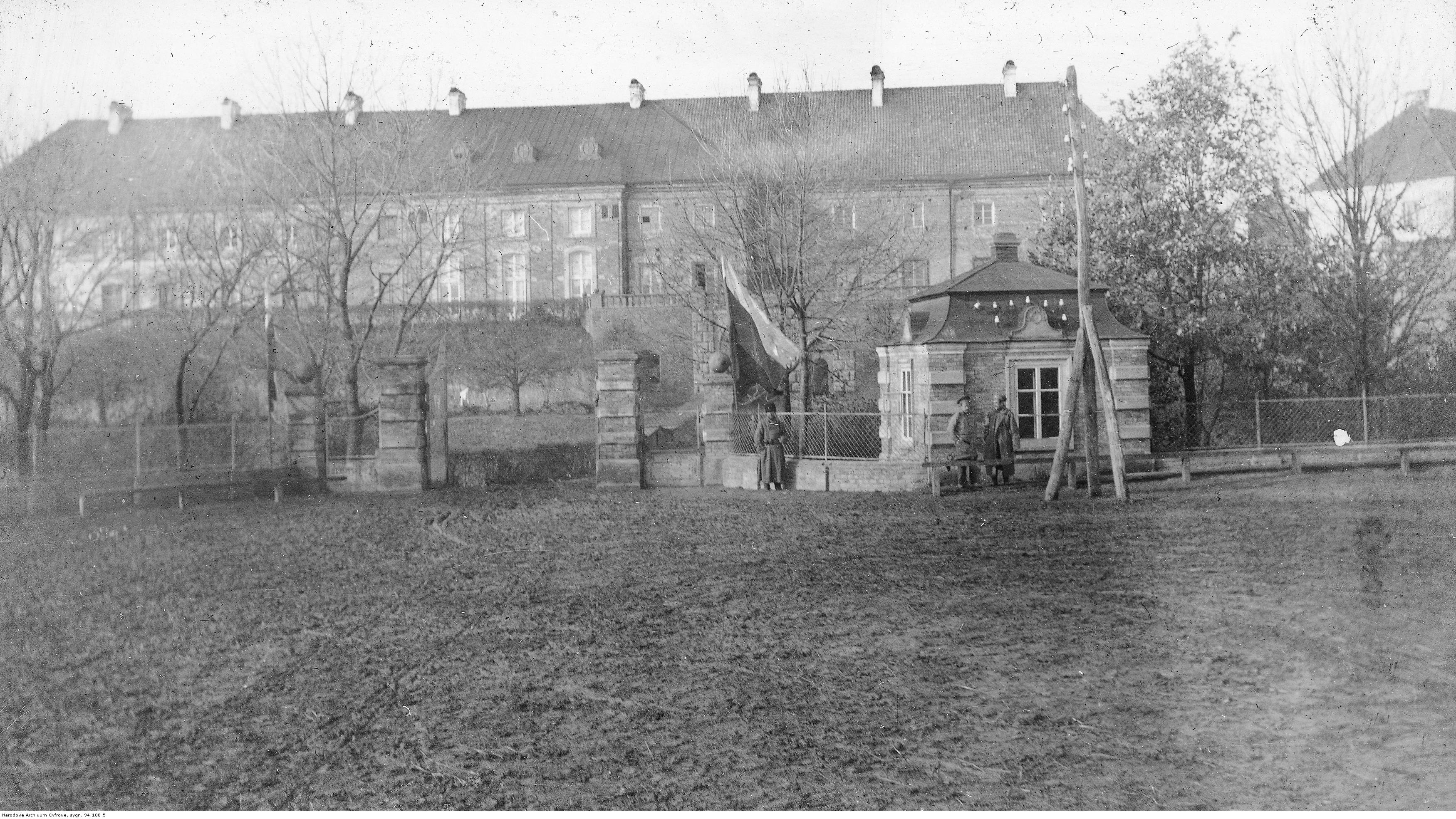
En 1915.